# Modisimus dilutus
Modisimus dilutus là một loài nhện trong họ Pholcidae. Loài này được phát hiện ở Panama.